# IC 4756
IC 4756 je jasná a rozsáhlá otevřená hvězdokupa v souhvězdí Hada vzdálená od Země přibližně 1 580 světelných let. Objevil ji Solon Irving Bailey v roce 1896.

## Pozorování

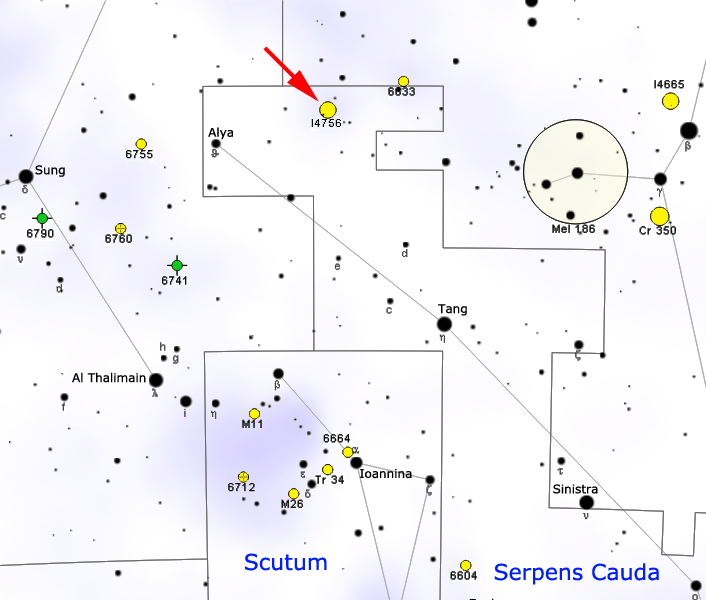
Poloha IC 4756 v souhvězdí Hada

Vyhledání hvězdokupy na obloze je poněkud obtížnější, protože leží v místě setkání hranic souhvězdí Hada, Orla a Hadonoše a blízko ní se nenachází žádná jasná hvězda. Přesto je díky své celkové magnitudě za bezměsíčné noci viditelná pouhým okem jako slabá rozptýlená skvrna sotva znatelně jasnější než Mléčná dráha, která ji překrývá. V triedru vypadá jako protáhlý jasný objekt, ze kterého vystupuje několik částečně rozeznatelných hvězd osmé a deváté magnitudy. Nejlepší pohled na ni je v malých dalekohledech s průměrem 100 mm, které ji i při velmi nízkém zvětšení dokážou zcela rozložit na několik desítek hvězd.
Hvězdokupa se nachází blízko nebeského rovníku a je tedy snadno pozorovatelná ze všech obydlených oblastí Země, ať na severní či jižní polokouli. Při porovnání zeměpisných šířek jsou ovšem pozorovatelé hvězdokupy na severní polokouli mírně zvýhodněni proti pozorovatelům se stejnou zeměpisnou šířkou na jižní polokouli. Nejvhodnější období pro její pozorování na večerní obloze je od června do listopadu.
3 stupně severozápadně od hvězdokupy leží jasná otevřená hvězdokupa NGC 6633, další 4 stupně západně se nachází jasná ale malá planetární mlhovina NGC 6572 a 12 stupňů jižně od hvězdokupy leží otevřená hvězdokupa Messier 11.

## Historie pozorování
Za objevitele hvězdokupy je považován Solon Irving Bailey, který ji objevil v roce 1896 při svém pobytu na observatoři Arequipa v Peru. Pravděpodobně ji ale pozoroval i Thomas William Webb, který ji zaznamenal do své slavné příručky Celestial Objects for Common Telescopes, která byla poprvé vydána v roce 1859. Tato příručka ovšem byla určena pro širokou veřejnost a nikoli pro vědeckou obec, takže když John Dreyer sestavoval Index Catalogue, zařadil do něj tuto hvězdokupu na základě Baileyho záznamu. Ještě dříve ji možná pozoroval v 18. století Jean-Philippe Loys de Chéseaux, který sousední hvězdokupu NGC 6633 popsal jako "poněkud oddělenou od zbytku západním směrem". Hvězdokupu nezávisle spoluobjevil i Kasimir Graff v roce 1922, ale tou dobou již byla hvězdokupa zapsána v Index Catalogue vydaném v roce 1907.
Navzdory své velké jasnosti byla tedy hvězdokupa objevena až na konci 19. století, a to nejen kvůli její velké rozloze, ale i díky velkému množství hvězd Mléčné dráhy v okolí hvězdokupy, které ztěžují její oddělení od hvězd na pozadí.

## Vlastnosti
IC 4756 je hvězdokupa s velkým zdánlivým rozměrem. Leží ve vzdálenosti 484 parseků (1 580 světelných let) od Země, tedy na vnitřním okraji ramene Orionu, blízko velkých shluků temných mlhovin, které vytváří Orlí trhlinu, která sousedí s Velkou trhlinou v Labuti. Její nejjasnější hvězdy jsou osmé magnitudy a mají žlutooranžovou barvu, ale do 12. magnitudy obsahuje celkem více než sto hvězd.
Se stářím odhadovaným na 500 až 800
milionů let jde o docela starou hvězdokupu. Mnoho výzkumů se zaměřuje zejména na metalicitu jejích hvězd, zvláště těch v pokročilém stavu vývoje (červených obrů), protože se podobá metalicitě dalších otevřených hvězdokup, které leží ve stejné vzdálenosti od středu Mléčné dráhy.